# Stadtbahn Foshan
| \| \| \| Gaoming-Linie \| \| \| \| \| geplante Verlängerung \| \| \| \| 0,0 \| 04 Cangjiang Road 沧江路 \| 04 Cangjiang Road 沧江路 \| \| \| \| \| \| \| \| 0,4 \| 05 Yuehua Road 跃华路 \| 05 Yuehua Road 跃华路 \| \| \| 1,5 \| 06 Yile Road 怡乐路 \| 06 Yile Road 怡乐路 \| \| \| 2,3 \| 07 Hecheng 荷城 Foshan Metro Linie 2 geplant \| 07 Hecheng 荷城 Foshan Metro Linie 2 geplant \| \| \| 2,8 \| 08 Cultural Centre 文化中心 \| 08 Cultural Centre 文化中心 \| \| \| 3,3 \| 09 Minghu Park 明湖公园 \| 09 Minghu Park 明湖公园 \| \| \| 3,8 \| 10 Xinjiang Road 新江路 \| 10 Xinjiang Road 新江路 \| \| \| 4,5 \| 11 Sports Centre (Gaoming) 体育中心（高明 \| 11 Sports Centre (Gaoming) 体育中心（高明 \| \| \| 5,5 \| 12 Ruan Qian 阮埇 \| 12 Ruan Qian 阮埇 \| \| \| \| \| \| \| \| \| Betriebswerk und Depot Zhihu \| \| \| \| \| \| \| \| \| 6,5 \| 13 Zhihu 智湖 \| 13 Zhihu 智湖 \| \| \| \| geplante Verlängerung \| \| \| \| \| \| \| \| \| \| Linie 1 \| \| \| \| -1,6 \| Xiyue 西约 Foshan Metro Linie 3 geplante Verlängerung \| Xiyue 西约 Foshan Metro Linie 3 geplante Verlängerung \| \| \| 0,0 \| 01 Leigang 𧒽岗 Foshan Metro Linie 1 \| 01 Leigang 𧒽岗 Foshan Metro Linie 1 \| \| \| 1,2 \| 02 Huacuilu 华翠路 \| 02 Huacuilu 华翠路 \| \| \| 2,0 \| 03 Xiaxi 夏西 \| 03 Xiaxi 夏西 \| \| \| 3,0 \| 04 Xiadong 夏东 \| 04 Xiadong 夏东 \| \| \| \| \| \| \| \| 3,9 \| 05 Kangui Park 康怡公园 \| 05 Kangui Park 康怡公园 \| \| \| \| \| \| \| \| 4,7 \| 06 Pingxi 平西 \| 06 Pingxi 平西 \| \| \| 5,8 \| 07 Pingnan 平南 \| 07 Pingnan 平南 \| \| \| 6,7 \| 08 Yuqijie 玉器街 \| 08 Yuqijie 玉器街 \| \| \| \| \| \| \| \| 8,4 \| 09 Zhongqu 中区 \| 09 Zhongqu 中区 \| \| \| \| Betriebswerk und Depot \| \| \| \| \| \| \| \| \| 9,4 \| 10 Sanshanxinchengbei 三山新城北 \| 10 Sanshanxinchengbei 三山新城北 \| \| \| \| \| \| \| \| 9,9 \| 11 Wenhanhu Park 文翰湖公园 \| 11 Wenhanhu Park 文翰湖公园 \| \| \| \| Luweiqiao \| \| \| \| \| \| \| \| \| 11,1 \| 12 Sanshanxinchengnan 三山新城南 Foshan Metro Linie 4 geplant \| 12 Sanshanxinchengnan 三山新城南 Foshan Metro Linie 4 geplant \| \| \| \| \| \| \| \| 11,6 \| 13 Linyuebei 林岳北 \| 13 Linyuebei 林岳北 \| \| \| \| \| \| \| \| 13,1 \| 14 Linyue Xi 林岳西 Foshan Metro Linie 2 \| 14 Linyue Xi 林岳西 Foshan Metro Linie 2 \| \| \| \| \| \| \| \| \| \| \| \| \| 14,3 \| 15 Linyuedong 林岳东 Foshan Metro Linie 2 und Linie 11 geplant \| 15 Linyuedong 林岳东 Foshan Metro Linie 2 und Linie 11 geplant \| \| \| \| \| \| \| \| \| geplante Verlängerung \| \| \| \| 16,7 \| Guangzhou Südbahnhof Foshan Metro Linie 2 sowie \| Guangzhou Südbahnhof Foshan Metro Linie 2 sowie \| \| \| \| Guangzhou Metro Linien 7 und 22 \| \| \| \| \| \| \| \| \| \| Linie 4 \| \| \| \| 0,0 \| Lihu Newtown 里湖新城 \| Lihu Newtown 里湖新城 \| \| \| \| \| \| \| \| 0,7 \| Liguan Road 里官路 \| Liguan Road 里官路 \| \| \| \| \| \| \| \| 1,7 \| Desheng Village 得胜村 \| Desheng Village 得胜村 \| \| \| 2,5 \| Qingnian Lake 青年湖 \| Qingnian Lake 青年湖 \| \| \| \| \| \| \| \| \| \| \| \| \| 3,4 \| Mei Chong 梅冲 \| Mei Chong 梅冲 \| \| \| \| S47 Guangzhou-Foshan-Jiangmen-Zhuhai Expressway \| \| \| \| \| Betriebswerk und Depot \| \| \| \| 4,4 \| Wuyi Avenue 五一大道 \| Wuyi Avenue 五一大道 \| \| \| 5,1 \| Dongxiu Road 东秀路 \| Dongxiu Road 东秀路 \| \| \| \| Shuikou (1.050 m) \| \| \| \| 6,7 \| Venice City 威尼斯小镇 \| Venice City 威尼斯小镇 \| \| \| 7,4 \| Gangmei 岗美 \| Gangmei 岗美 \| \| \| \| \| \| \| \| 8,3 \| Yongrun Square 永润广场 Foshan Metro Linie 8 geplant \| Yongrun Square 永润广场 Foshan Metro Linie 8 geplant \| \| \| \| \| \| \| \| \| SFS Beijing–Guangzhou \| \| \| \| 8,9 \| Zhoucun 洲村 \| Zhoucun 洲村 \| \| \| 9,4 \| Li Guang Road 里广路 Bau gestrichen \| Li Guang Road 里广路 Bau gestrichen \| \| \| 9,8 \| Liheng Road 里横路 Guangzhou Metro Linie 12 \| Liheng Road 里横路 Guangzhou Metro Linie 12 \| \| \| \| geplante Verlängerung \| \| \| \| 11,0 \| Xunfenggang 浔峰岗 Guangzhou Metro Linie 12 \| Xunfenggang 浔峰岗 Guangzhou Metro Linie 12 \| \| \| \| und Linie 6 \| \| |      |                                                                |                                                                |
| |      | Gaoming-Linie                                                  |                                                                |
| U-Bahn-Strecke (außer Betrieb) |      | geplante Verlängerung                                          | geplante Verlängerung                                          |
| U-Bahn-Bahnhof (Strecke außer Betrieb) | 0,0  | 04 Cangjiang Road 沧江路                                       | 04 Cangjiang Road 沧江路                                       |
| U-Bahn-Überleitstelle / Spurwechsel links (Strecke außer Betrieb) |      |                                                                |                                                                |
| U-Bahn-Haltepunkt / Haltestelle (Strecke außer Betrieb) | 0,4  | 05 Yuehua Road 跃华路                                          | 05 Yuehua Road 跃华路                                          |
| U-Bahn-Haltepunkt / Haltestelle (Strecke außer Betrieb) | 1,5  | 06 Yile Road 怡乐路                                            | 06 Yile Road 怡乐路                                            |
| U-Bahn-Strecke quer (außer Betrieb) (im Tunnel) · ehemaliger U-Bahn-Turmbahnhof (Strecke geradeaus außer Betrieb) · U-Bahn-Strecke quer (außer Betrieb) (im Tunnel) | 2,3  | 07 Hecheng 荷城 Foshan Metro Linie 2 geplant                   | 07 Hecheng 荷城 Foshan Metro Linie 2 geplant                   |
| U-Bahn-Haltepunkt / Haltestelle (Strecke außer Betrieb) | 2,8  | 08 Cultural Centre 文化中心                                    | 08 Cultural Centre 文化中心                                    |
| U-Bahn-Haltepunkt / Haltestelle (Strecke außer Betrieb) | 3,3  | 09 Minghu Park 明湖公园                                        | 09 Minghu Park 明湖公园                                        |
| U-Bahn-Haltepunkt / Haltestelle (Strecke außer Betrieb) | 3,8  | 10 Xinjiang Road 新江路                                        | 10 Xinjiang Road 新江路                                        |
| U-Bahn-Haltepunkt / Haltestelle (Strecke außer Betrieb) | 4,5  | 11 Sports Centre (Gaoming) 体育中心（高明                      | 11 Sports Centre (Gaoming) 体育中心（高明                      |
| U-Bahn-Haltepunkt / Haltestelle (Strecke außer Betrieb) | 5,5  | 12 Ruan Qian 阮埇                                              | 12 Ruan Qian 阮埇                                              |
| U-Bahn-Brücke über Wasserlauf (Strecke außer Betrieb) |      |                                                                |                                                                |
| U-Bahn-Betriebs-/Güterbahnhof Streckenanfang und quer (Strecke außer Betrieb) · U-Bahn-Abzweig geradeaus und von rechts (Strecke außer Betrieb) |      | Betriebswerk und Depot Zhihu                                   | Betriebswerk und Depot Zhihu                                   |
| U-Bahn-Überleitstelle / Spurwechsel (Strecke außer Betrieb) |      |                                                                |                                                                |
| U-Bahn-Bahnhof (Strecke außer Betrieb) | 6,5  | 13 Zhihu 智湖                                                  | 13 Zhihu 智湖                                                  |
| U-Bahn-Strecke (außer Betrieb) |      | geplante Verlängerung                                          | geplante Verlängerung                                          |
| |      |                                                                |                                                                |
| |      | Linie 1                                                        |                                                                |
| U-Bahn-Strecke quer (im Tunnel) · U-Bahn-Turmbahnhof mit Tunnelstrecke und Streckenanfang (im Tunnel) · U-Bahn-Strecke quer (im Tunnel) | -1,6 | Xiyue 西约 Foshan Metro Linie 3 geplante Verlängerung          | Xiyue 西约 Foshan Metro Linie 3 geplante Verlängerung          |
| U-Bahn-Strecke quer (im Tunnel) · U-Bahn-Turmbahnhof mit Tunnelstrecke (im Tunnel) · U-Bahn-Strecke quer (im Tunnel) | 0,0  | 01 Leigang 𧒽岗 Foshan Metro Linie 1                           | 01 Leigang 𧒽岗 Foshan Metro Linie 1                           |
| U-Bahn-Haltepunkt / Haltestelle (im Tunnel) | 1,2  | 02 Huacuilu 华翠路                                             | 02 Huacuilu 华翠路                                             |
| U-Bahn-Haltepunkt / Haltestelle (im Tunnel) | 2,0  | 03 Xiaxi 夏西                                                  | 03 Xiaxi 夏西                                                  |
| U-Bahn-Haltepunkt / Haltestelle (im Tunnel) | 3,0  | 04 Xiadong 夏东                                                | 04 Xiadong 夏东                                                |
| U-Bahn-Tunnelende |      |                                                                |                                                                |
| U-Bahn-Haltepunkt / Haltestelle | 3,9  | 05 Kangui Park 康怡公园                                        | 05 Kangui Park 康怡公园                                        |
| U-Bahn-Strecke Anfang Hochstrecke |      |                                                                |                                                                |
| U-Bahn-Haltepunkt / Haltestelle | 4,7  | 06 Pingxi 平西                                                 | 06 Pingxi 平西                                                 |
| U-Bahn-Haltepunkt / Haltestelle | 5,8  | 07 Pingnan 平南                                                | 07 Pingnan 平南                                                |
| U-Bahn-Haltepunkt / Haltestelle | 6,7  | 08 Yuqijie 玉器街                                              | 08 Yuqijie 玉器街                                              |
| U-Bahn-Strecke unter Wasserlauf |      |                                                                |                                                                |
| U-Bahn-Haltepunkt / Haltestelle | 8,4  | 09 Zhongqu 中区                                                | 09 Zhongqu 中区                                                |
| U-Bahn-Betriebs-/Güterbahnhof Streckenanfang und quer · U-Bahn-Abzweig geradeaus und von rechts |      | Betriebswerk und Depot                                         | Betriebswerk und Depot                                         |
| U-Bahn-Überleitstelle / Spurwechsel |      |                                                                |                                                                |
| U-Bahn-Haltepunkt / Haltestelle | 9,4  | 10 Sanshanxinchengbei 三山新城北                               | 10 Sanshanxinchengbei 三山新城北                               |
| U-Bahn-Strecke Ende Hochstrecke |      |                                                                |                                                                |
| U-Bahn-Haltepunkt / Haltestelle | 9,9  | 11 Wenhanhu Park 文翰湖公园                                    | 11 Wenhanhu Park 文翰湖公园                                    |
| U-Bahn-Brücke über Wasserlauf |      | Luweiqiao                                                      | Luweiqiao                                                      |
| |      |                                                                |                                                                |
| U-Bahn-Strecke quer (außer Betrieb) (im Tunnel) · U-Bahn-Turmbahnhof · U-Bahn-Strecke quer (außer Betrieb) (im Tunnel) | 11,1 | 12 Sanshanxinchengnan 三山新城南 Foshan Metro Linie 4 geplant  | 12 Sanshanxinchengnan 三山新城南 Foshan Metro Linie 4 geplant  |
| |      |                                                                |                                                                |
| U-Bahn-Haltepunkt / Haltestelle | 11,6 | 13 Linyuebei 林岳北                                            | 13 Linyuebei 林岳北                                            |
| U-Bahn-Strecke von halbrechts · U-Bahn-Strecke Anfang Hochstrecke |      |                                                                |                                                                |
| U-Bahn-Bahnhof · U-Bahn-Bahnhof | 13,1 | 14 Linyue Xi 林岳西 Foshan Metro Linie 2                       | 14 Linyue Xi 林岳西 Foshan Metro Linie 2                       |
| U-Bahn-Tunnelanfang · U-Bahn-Überleitstelle / Spurwechsel |      |                                                                |                                                                |
| |      |                                                                |                                                                |
| U-Bahn-Bahnhof (im Tunnel) · U-Bahn-Bahnhof | 14,3 | 15 Linyuedong 林岳东 Foshan Metro Linie 2 und Linie 11 geplant | 15 Linyuedong 林岳东 Foshan Metro Linie 2 und Linie 11 geplant |
| |      |                                                                |                                                                |
| U-Bahn-Strecke (im Tunnel) · U-Bahn-Strecke (außer Betrieb) · Strecke von halblinks |      | geplante Verlängerung                                          | geplante Verlängerung                                          |
| U-Bahn-Kopfbahnhof Streckenende (im Tunnel) · U-Bahn-Kopfbahnhof Ende Hochstrecke (Strecke außer Betrieb) · Bahnhof | 16,7 | Guangzhou Südbahnhof Foshan Metro Linie 2 sowie                | Guangzhou Südbahnhof Foshan Metro Linie 2 sowie                |
| Strecke |      | Guangzhou Metro Linien 7 und 22                                | Guangzhou Metro Linien 7 und 22                                |
| |      |                                                                |                                                                |
| |      | Linie 4                                                        |                                                                |
| U-Bahn-Kopfbahnhof Streckenanfang (Strecke außer Betrieb) | 0,0  | Lihu Newtown 里湖新城                                          | Lihu Newtown 里湖新城                                          |
| U-Bahn-Tunnelanfang (Strecke außer Betrieb) |      |                                                                |                                                                |
| U-Bahn-Haltepunkt / Haltestelle (Strecke außer Betrieb) (im Tunnel) | 0,7  | Liguan Road 里官路                                             | Liguan Road 里官路                                             |
| U-Bahn-Tunnelende (Strecke außer Betrieb) |      |                                                                |                                                                |
| U-Bahn-Haltepunkt / Haltestelle (Strecke außer Betrieb) | 1,7  | Desheng Village 得胜村                                         | Desheng Village 得胜村                                         |
| U-Bahn-Haltepunkt / Haltestelle (Strecke außer Betrieb) | 2,5  | Qingnian Lake 青年湖                                           | Qingnian Lake 青年湖                                           |
| U-Bahn-Brücke über Wasserlauf (Strecke außer Betrieb) |      |                                                                |                                                                |
| U-Bahn-Brücke über Wasserlauf (Strecke außer Betrieb) |      |                                                                |                                                                |
| U-Bahn-Haltepunkt / Haltestelle (Strecke außer Betrieb) | 3,4  | Mei Chong 梅冲                                                 | Mei Chong 梅冲                                                 |
| |      | S47 Guangzhou-Foshan-Jiangmen-Zhuhai Expressway                |                                                                |
| U-Bahn-Abzweig geradeaus, nach links und von links (Strecke außer Betrieb) · U-Bahn-Betriebs-/Güterbahnhof Streckenende und quer (Strecke außer Betrieb) |      | Betriebswerk und Depot                                         | Betriebswerk und Depot                                         |
| U-Bahn-Haltepunkt / Haltestelle (Strecke außer Betrieb) | 4,4  | Wuyi Avenue 五一大道                                           | Wuyi Avenue 五一大道                                           |
| U-Bahn-Haltepunkt / Haltestelle (Strecke außer Betrieb) | 5,1  | Dongxiu Road 东秀路                                            | Dongxiu Road 东秀路                                            |
| U-Bahn-Brücke über Wasserlauf (Strecke außer Betrieb) |      | Shuikou (1.050 m)                                              | Shuikou (1.050 m)                                              |
| U-Bahn-Haltepunkt / Haltestelle (Strecke außer Betrieb) | 6,7  | Venice City 威尼斯小镇                                         | Venice City 威尼斯小镇                                         |
| U-Bahn-Haltepunkt / Haltestelle (Strecke außer Betrieb) | 7,4  | Gangmei 岗美                                                   | Gangmei 岗美                                                   |
| |      |                                                                |                                                                |
| U-Bahn-Strecke quer (außer Betrieb) (im Tunnel) · ehemaliger U-Bahn-Turmbahnhof (Strecke geradeaus außer Betrieb) · U-Bahn-Strecke quer (außer Betrieb) (im Tunnel) | 8,3  | Yongrun Square 永润广场 Foshan Metro Linie 8 geplant           | Yongrun Square 永润广场 Foshan Metro Linie 8 geplant           |
| |      |                                                                |                                                                |
| U-Bahn-Kreuzung mit Eisenbahn (Strecke geradeaus außer Betrieb) |      | SFS Beijing–Guangzhou                                          | SFS Beijing–Guangzhou                                          |
| U-Bahn-Haltepunkt / Haltestelle (Strecke außer Betrieb) | 8,9  | Zhoucun 洲村                                                   | Zhoucun 洲村                                                   |
| U-Bahn-Haltepunkt / Haltestelle (Strecke außer Betrieb) · U-Bahn-Strecke von halblinks (im Tunnel) | 9,4  | Li Guang Road 里广路 Bau gestrichen                            | Li Guang Road 里广路 Bau gestrichen                            |
| | 9,8  | Liheng Road 里横路 Guangzhou Metro Linie 12                    | Liheng Road 里横路 Guangzhou Metro Linie 12                    |
| U-Bahn-Strecke (außer Betrieb) · U-Bahn-Strecke (im Tunnel) |      | geplante Verlängerung                                          | geplante Verlängerung                                          |
| U-Bahn-Kopfbahnhof Streckenende (Strecke außer Betrieb) · U-Bahn-Bahnhof (im Tunnel) | 11,0 | Xunfenggang 浔峰岗 Guangzhou Metro Linie 12                    | Xunfenggang 浔峰岗 Guangzhou Metro Linie 12                    |
| U-Bahn-Betriebs-/Güterbahnhof Streckenanfang und quer (im Tunnel) · U-Bahn-Strecke quer (im Tunnel) · U-Bahn-Turmbahnhof mit Tunnelstrecke (im Tunnel) |      | und Linie 6                                                    | und Linie 6                                                    |

Die Stadtbahn Foshan ist ein im Aufbau befindliches Schienenverkehrssystem in Foshan in der chinesischen Provinz Guangdong. Es handelt sich hierbei um ein Mischsystem aus Stadtbahn- und Straßenbahn-Linien, wobei letztere nur über wenige kreuzungsfreie Streckenabschnitte verfügen. Das Stadtbahnnetz ergänzt das ebenfalls im Aufbau befindliche U-Bahn-Netz. Aktuell (Sommer 2025) ist eine Linie über 14,3 Kilometer Strecke mit 15 Stationen in Betrieb, eine vorübergehend stillgelegt und eine im Bau. Geplant ist ein Netz aus 19 Linien mit rund 430 Kilometern Streckenlänge und etwa 460 Stationen.

## Geschichte
Im November 2010 schlug Deng Weigeng, der damalige Sekretär des Bezirkskomitees von Nanhai, einem Stadtbezirk von Foshan, erstmals den Bau eines neuen Verkehrssystems vor. Im Januar des folgenden Jahres kündigten die Behörden von Nanhai die Planung für ein neues öffentliches Verkehrssystem im Bezirk mit dem Zentrum Guicheng an, welches alle Ortschaften und Stadtteile abdecken sollte. 2015 lag dann erstmals der Plan für ein flächendeckende Netz aus Stadtbahnlinien zur Ergänzung des U-Bahn-Netzes für ganz Foshan vor.
Um neue Technologien zu testen, wurde eine erste Demonstrationsstrecke für den Einsatz von Stadtbahnwagen mit Brennstoffzellenantrieb geplant. Der Bau dieser Strecke im weit westlich der Innenstadt gelegenen Stadtbezirk Gaoming begann am 27. Februar 2017. Am 12. November 2019 nahm die Gaoming-Linie den Probebetrieb auf und am 29. November des Jahres fand die feierliche Eröffnung dieser Linie mit wasserstoffbetriebenen Fahrzeugen statt. Allerdings liegt die Strecke nicht nur in einem Stadtentwicklungsgebiet fernab der Innenstadt, sondern sie hat auch keinerlei Anschluss an bestehende Linien oder eine Fernbahn. Die geplante Verlängerung der U-Bahn-Linie 2 nach Westen, die an der Station Hecheng eine Umsteigemöglichkeit zur Gaoming-Linie böte, ist geplant, deren Umsetzung aber nicht absehbar. Daher wurde der Betrieb auf der Linie bereits am 6. August 2024 wieder „unterbrochen wegen Wartungsarbeiten“, wie es offiziell heißt.
Nach der Veröffentlichung des ersten Netzplanes für Nanhai planten die Behörden zunächst den Bau einer etwa 17,3 Kilometer langen Linie 1, die Guicheng mit dem Südbahnhof Guangzhou verbinden sollte. Die Linie wurde später in zwei Bauabschnitte unterteilt: den Abschnitt Guicheng–Sanshan (Station Linyuedong) und den Abschnitt Sanshan–Guangzhou Südbahnhof. Der Abschnitt von Sanshan zum Südbahnhof Guangzhou gehört zur Linie 2 der U-Bahn Foshan. Da der Bauplan für die U-Bahn-Linie damals noch nicht genehmigt war, gingen die Behörden davon aus, dass der Bau der Linie 2 später erfolgen würde. Daher sollte die neue Verbindung zunächst an den Südbahnhof Guangzhou anschließen. Im Juni 2011 begann für beide Abschnitte die erste öffentliche Umweltverträglichkeitsprüfung. Die Planung umfasste insgesamt 16 Stationen und sah die Einführung einer neuen Niederflurstraßenbahn vor.
Im Juli 2011 bestand der Bericht zur Machbarkeitsstudie für den Abschnitt Guicheng–Sanshan die Expertenprüfung und die Umweltverträglichkeitsprüfung der Strecke wurde genehmigt. Allerdings wurde seitdem der Streckenplan wiederholt angepasst: der Abschnitt Pingdong Avenue wurde von einer Hochbahn auf eine ebenerdige Strecke umgeplant, der Abschnitt Juyuan Road–Kangyi Park wurde von einer Hochbahn auf eine Tunnelstrecke geändert, die Stationen Pingdong und Xinshi Road wurden zur Station Yuqi Street zusammengelegt. Und um Verkehrsstaus während der Bauarbeiten auf der Strecke zum Südbahnhof Guangzhou zu vermeiden und um die Entwicklung von Sanshan New Town zu unterstützen, wurde der Abschnitt Dafang–Linyuedong von der Gangkou Road auf die Taishan Road verlegt. Da der Bau der U-Bahn-Linie 2 bereits 2012 genehmigt worden war, wurde die Endstation vom Südbahnhof nach Linyue Xi verlegt und dort mit dieser Linie verknüpft. Am 12. September 2013 begann der offizielle Bau der Strecke, im Juni 2015 der Schildvortrieb für den Tunnelabschnitt. Im September 2017 wurden die Dongping-Brücke (heute Pingzhou-Brücke) und der Schildtunnel fertiggestellt. Am 11. Dezember 2020 begann der Testbetrieb auf dem ersten Bauabschnitt und am 18. August 2021 erfolgte die offizielle Inbetriebnahme zwischen den Stationen Leigang und Sanshanxinchengbei. Der Probebetrieb auf dem zweiten Abschnitt endete mit erfolgreicher Fertigstellungsabnahme am 3. November 2022, sodass am 29. des Monats der kommerzielle Betrieb bis Linyuedong aufgenommen werden konnte.
Im Jahr 2016 wurde von der Bezirksregierung Nanhai erstmals eine Linie zwischen Lishui und dem Guangzhouer Stadtbezirk Liwan unter dem Projektnamen „T4“ vorgestellt, diese Planung wurde im Januar 2018 bekräftigt. Im April des Jahres wurde die Machbarkeitsstudie ausgeschrieben und nachdem die Detailplanungen abgeschlossen und mehr als zehn Ausschreibungen für Bau und Bauüberwachung durchgeführt wurden, erfolgte am 27. Dezember 2020 der Erste Spatenstich für die Strecke und im April des Folgejahres begannen die Hauptbauarbeiten. Es wurde mit einer Ausführungszeit von drei Jahren gerechnet. Der ursprünglich geplante Bau einer 13. Station Li Guang Road wurde nach Baubeginn der gesamten Strecke aufgrund des Konflikts zwischen der Überführung und der Rettungswege gestrichen. Am 12. Dezember 2022 wurde das Haupttragwerk des Zhigao-Depotkomplexes errichtet, am 15. September 2023 begann der Brückenbau über den Shuikou, am 6. November desselben Jahres wurde die letzte Deckplatte der 91,8 Meter langen und 19,92 Meter breiten, einzigen unterirdischen Station Liguan Road fertig gegossen und am 7. Januar 2024 wurde an der Shuikou-Brücke der erste vorgefertigte Hohlkastenträger erfolgreich errichtet.

## Strecken
Die Strecke der Gaoming-Linie führt als Süd-Nord-Linie durch Gaoming von der Cangjiang Road über 6,5 Kilometer und zehn Stationen nach Zhihu. Die Strecke ist durchgehend zweigleisig und vollständig ebenerdig in Mittellage der Straßenachse Zhongshan Road/Hefu Avenue South. Ab Streckenkilometer 1,6 bis kurz vor die nördliche Endstation liegen die Gleise einzeln beidseitig am Ufer eines Kanals zum Xiuli-Fluss. Nach 2,3 Kilometern wird die Station Hencheng erreicht, wo in unbestimmter Zukunft eine Umsteigemöglichkeit zur nach Westen verlängerten Linie 2 der Foshan Metro bestehen wird. Da die Strecke zwar auf vollständig eigener Trasse verläuft, aber höhengleiche Kreuzungen mit dem Individualverkehr hat, gilt sie gemäß chinesischer technischer Definition als Straßenbahn.
Die Strecke der Linie 4 führt vom Stadtentwicklungsprojekt Lihu Newtown im Nordwesten des Stadtbezirkes Nanhai über 9,8 Kilometer und zwölf Stationen zum Stadtbezirk Liwan in Guangzhou. Die Strecke ist durchgehend zweigleisig, beginnt ebenerdig nordwärts, führt nach rund 500 Metern durch einen nach Osten verschwenkenden rund 800 Meter langen Tunnel, setzt sich in Mittellage knapp 4 Kilometer fort, ehe auf einer rund 1.050 Meter langen und sich nach Süden wendenden Brücke der Fluss Shuikou überquert wird. Danach geht es wieder in Mittellage weiter, zuerst südwestwärts und dann im rechten Winkel nach Südosten auf die Li Guang Road einbiegend. Nach rund 800 Metern wird die Station Yongrun Square erreicht, wo in unbestimmter Zukunft eine Umsteigemöglichkeit zur Linie 8 der Foshan Metro bestehen wird, ehe kurz darauf die Schnellfahrstrecke Beijing–Guangzhou unterquert wird. Weitere 1,2 Kilometer weiter wird die Endstation Liheng Road mit Anschluss an die Linie 12 der Guangzhou Metro erreicht. Ebenso wie die Gaoming-Linie gilt sie wegen der höhengleichen Kreuzungen mit dem Individualverkehr gemäß chinesischer Regeln als Straßenbahn.

### Streckenchronik
| Linie          | Strecke                       | Eröffnung     | Länge   | Stationen |
| -------------- | ----------------------------- | ------------- | ------- | --------- |
| Gaoming        | Zhihu–Cangjiang Road          | 30. Dez. 2019 | 06,8 km | 10        |
| Linie 1        | Leigang–Sanshanxinchengbei    | 18. Aug. 2021 | 09,4 km | 10        |
| Linie 1        | Sanshanxinchengbei–Linyuedong | 29. Nov. 2022 | 04,9 km | 05        |
| Linie 4 Anm. 1 | Lihu Newtown–Liheng Road      | 2025 geplant  | 09,8 km | 12        |

### Planungen
Folgende konkrete Neubauplanungen liegen aktuell (Stand Sommer 2025) vor:
| Linie   | Strecke                         | Baustart  | Eröffnung | Länge   | Stationen |
| ------- | ------------------------------- | --------- | --------- | ------- | --------- |
| Linie 1 | Xiyue–Leigang                   | unbekannt | unbekannt | 01,6 km | 01        |
| Linie 1 | Linyuedong–Guangzhou Südbahnhof | unbekannt | unbekannt | 02,6 km | …         |

Darüber hinaus ist geplant, die Linie 4 an beiden Enden zu verlängern. So soll im Süden eine rund 1,2 Kilometer lange Ergänzung von der bisherigen Endstation Liheng Road bis zu einem neuen Endpunkt an der Station Xunfenggang der U-Bahn-Linien 6 und 12 gebaut werden. Insgesamt soll die Linie im Endausbau 14,1 Kilometer Strecke mit 16 Stationen umfassen.

## Fahrzeuge
Bei den Fahrzeugen, die auf beiden bisherigen Linien zum Einsatz kommen, handelt es sich um durch CRRC Sifang produzierte Lizenzbauten der dreiteiligen, durchgehend niederflurigen Gelenktriebwagen Škoda ForCity Alfa.
| Bild | Typ                | Baujahr   | Fahrzeugnummern   | Antrieb     | Einsatz |
| ---- | ------------------ | --------- | ----------------- | ----------- | ------- |
|      | Škoda ForCity Alfa | 2018–2019 | TMG 101–TMG 108   | Wasserstoff | Gaoming |
|      | Škoda ForCity Alfa | 2019–2021 | TNH1 101–TNH1 116 | 750 Volt =  | Linie 1 |

Für die Linie 4 werden dreiteilige Fahrzeuge mit Edelstahlwagenkasten von CRRC Qingdao Sifang hergestellt. Sie werden mit Wasserstoff und Lithiumtitanat-Akkumulatoren angetrieben. Drei Drehgestelle sind angetrieben, eines läuft mit. Die Konstruktionsgeschwindigkeit beträgt 80 Stundenkilometer, die maximale Betriebsgeschwindigkeit soll 70 Stundenkilometer betragen. Ein Fahrzeug hat eine Passagierkapazität von 280 Personen. Der erste Wagenkasten rollte im August 2024 vom Band.

## Betrieb

### Linie 1
Ursprünglich verkehrte die Linie täglich von 6:30 bis 23:21 Uhr mit einer durchgehenden Taktfolge von 8 Minuten. Ab dem 9. Oktober 2023 wurde der Betriebsbeginn auf 6:00 Uhr vorverlegt und die Abfahrt des letzten Zuges auf 22:45 Uhr verschoben, außerdem wurde die Fahrgeschwindigkeit erhöht. Seit 8. Mai 2025 sind zur Kostensenkung das tägliche Betriebsende um 30 Minuten vorverlegt sowie ganztägig die Taktfolgen gestreckt worden.